# 규단
규단(洼丹, 기원전 29년 ~ 기원후 41년)은 전한 말기 ~ 후한 초기의 유학자이자 관료로, 자는 자옥(子玉)이며 남양군 육양현(育陽縣) 사람이다.

## 생애
집안 대대로 《맹씨역》(孟氏易)을 익혔는데, 왕망 때 세상을 등지고 이를 전수하였다. 오로지 학문에만 힘써 벼슬길에 나아가지 않으니, 문하생이 수백 명에 이르렀다. 후한 건무 초기에 박사(博士)에 임명되었고, 이후 승진하여 건무 11년(35년) 대홍려가 되었다.
《역통론》(易通論) 7편을 저술하였고, 《역경》에 대한 규단의 학식은 지극한 것이었기 때문에 사람들은 그를 대유(大儒)라고 일컬었다.
건무 17년(41년), 재임 중에 죽었다. 향년 70세였다.

## 출전
- 범엽, 《후한서》 권79상 유림열전 上

| 전임 - | 후한의 대홍려 35년 ~ 41년 | 후임 곽황 |